# 馬士基航運
馬士基航運公司（英語：Maersk Line；台灣：快桅航運）是一家丹麥國際貨櫃運輸公司，也是集團馬士基最大的子公司。公司成立於1928年，是全球第二大貨櫃運輸公司，無論是在船隊規模或貨運能力方面都名列前茅，為116個國家的374個港口提供定期服務。截至2024年，馬士基航運已僱用超過10萬名員工。公司營運700多艘船舶，總運力達到410萬個標箱。

## 歷史

### 20世紀
20世紀20年代初，A.P.穆勒-馬士基集團開始考慮進駐班輪貿易業務的可能性。隨著時間推移，集團預計根據需求從港口到港口航行的雜貨貿易將逐漸失去優勢，而班輪貿易將會獲得更多市場份額。1928年7月12日，集團旗下第一艘貨櫃船舶「萊斯•馬士基」號（英語：Leise Mærsk）從美國東岸的巴爾的摩啟程，經巴拿馬運河到達遠東，裝載的貨物包括福特汽車零件和其他一般貨物，這亦標志著馬士基航運的開始。馬士基航運在二戰後的1946年開始發展，透過在1950年擴大服務範圍，開展往返於美洲和歐洲之間的貨物運送服務。1956年4月26日，海陸航運（英語：SeaLand）品牌成立，第一次服務由SS理想X號（英語：SS Ideal X）開始，該船從新澤西州紐瓦克港運往德克薩斯州休斯頓。
1999年，馬士基與薩非航運（英語：Safmarine）達成協議，收購公司及其相關班輪活動。在收購時，薩非航運旗下擁有約50艘貨櫃船和約80,000個貨櫃。薩非航運原先管理的數十條航線，剛好補充了馬士基航運現有的服務網絡。在完成收購後，薩非航運將作為獨立品牌加入馬士基集團，擁有自己的班輪活動。12月10日，馬士基集團收購海陸航運的國際集裝箱業務，該業務與馬士基集團整合。作為整合的一部分，馬士基航運改名為馬士基海陸（英語：Maersk Sealand）。此次收購包括海陸航運的70艘船舶，近200,000個集裝箱以及遍布全球的碼頭、辦公室和代理商。

### 21世紀
2005年5月，馬士基宣布計劃以23億歐元收購鐵行渣華船務 。在收購時，鐵行渣華船務擁有和租賃超過160艘船舶。其貨櫃船隊運力達635,000個標箱，同時鐵行渣華在146個國家擁有近13,000名員工。完成收購後的馬士基公司將占據全球市場份額的約12%升至18%。馬士基於2005年8月13日完成了對該公司的收購，鐵行渣華的股票於9月5日停止交易。
2006年2月，馬士基海陸重新採用「馬士基航運」這個名稱。年底，馬士基全球市場份額從18.2%下降至16.8%，與此同時，分別排名第二和第三的航運公司卻增加市場份額，排名第二的地中海航運公司從8.6%增至9.5%，排名第三的達飛海運集團從5.6%增至6.5%。2008年1月，馬士基航運宣布開始重組措施以保持市場競爭力。
2015年11月，由於業績低於預期，馬士基決定在2017年前裁員4000名員工。公司表示將在未來兩年削減2.5億美元的年度管理成本，並取消2015年第四季度35次常規航次，此前還取消該年早期的4次常規航次。2017年12月1日，馬士基收購漢堡南美（英語：Hamburg Süd），成為該公司的一部分並以獨立品牌的形式運作。2023年，馬士基航運宣布將品牌統一，意味着漢堡南美旗下的所有貨櫃船和貨櫃將不再保持公司的獨立塗裝。
2021年3月，馬士基宣布計劃在2023年推出全球第一艘碳中和船舶，比原計劃提前七年。同年8月，公司向現代重工以14億美元的價格購買8艘甲醇動力船舶。

## 2M聯盟：馬士基／地中海航運
2015年，馬士基航運和地中海航運兩大航運商成立2M聯盟，並達成為期10年的船舶共享協議。該協議旨在確保在亞歐、跨大西洋和跨太平洋航線上以有競爭力且成本效益高的方式運作。2M聯盟共擁有185艘船舶，估計運力為210萬標箱，並營運21條涵蓋世界各地的航線 。
2023年，地中海航運與馬士基航運在聯合聲明中表示，為實現各自的戰略及目標，決定在2025年1月終止2M聯盟。

## 服務
馬士基主要服務於歐亞和大西洋貿易，同時涵蓋南美洲、歐洲及非洲之間的貿易。2011年，公司推出「每日馬士基」概念，旨在為中國供應港口與歐洲基地港口之間提供優質保證服務。儘管受到貿易支持，但由於供應過剩，馬士基航運不得不削減服務。近期，公司開始重整旗鼓，升級亞洲至澳洲、印度至西非以及中國至美國的航線。
此外，馬士基航運也營運多條大陸區域內運輸的航運品牌。它透過穆勒亞洲航運（英語：MCC Transport）管理及營運亞洲航線，透過西戈航運（英語：Seago Line）營運歐洲航線，並推出海陸航運品牌（英語：SeaLand），專注於美國貿易航線。

## 船隊

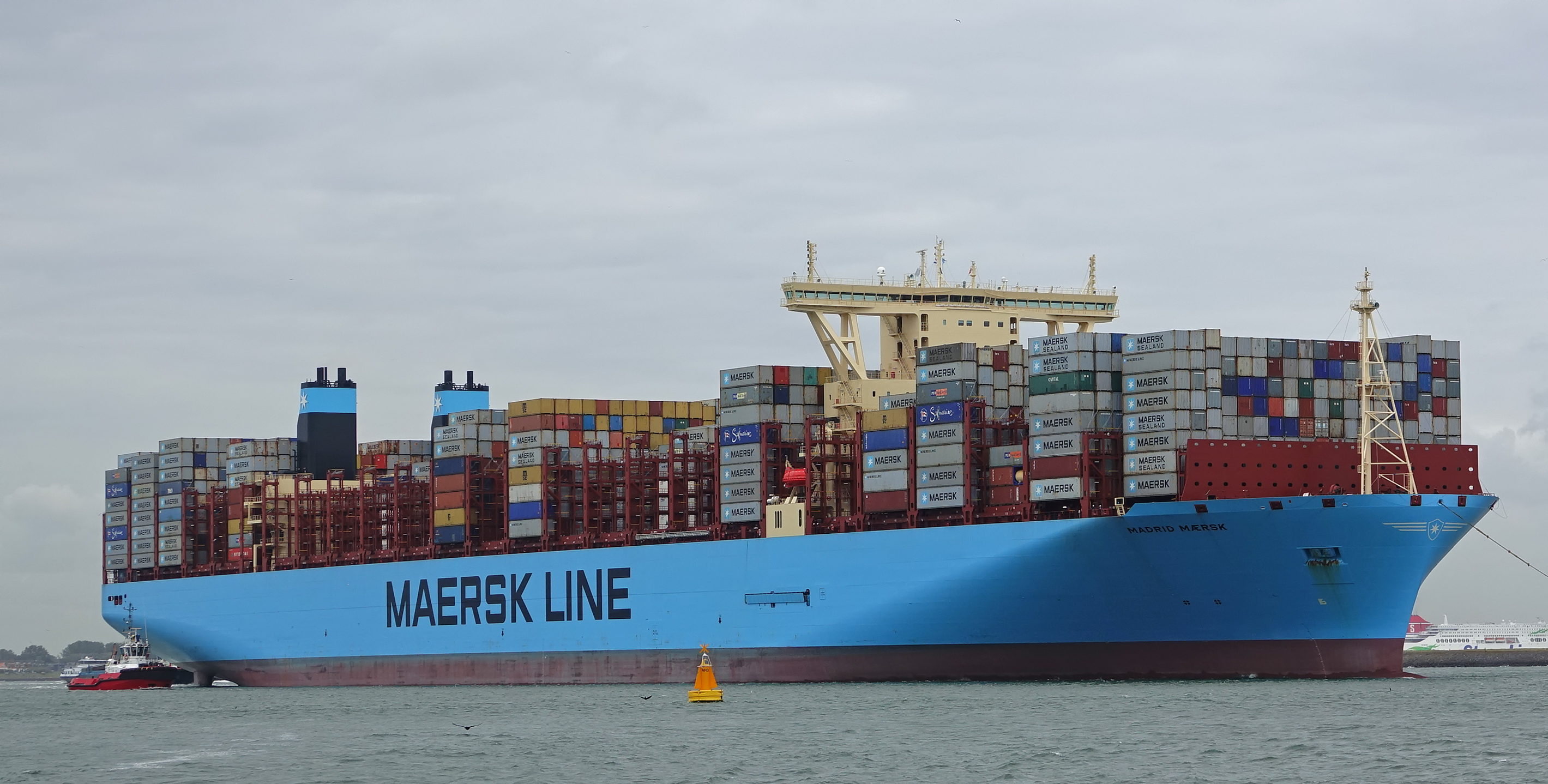
位於荷蘭鹿特丹港的「馬德里•馬士基號」貨櫃船（Madrid Mærsk），為公司旗下最大型的貨櫃船

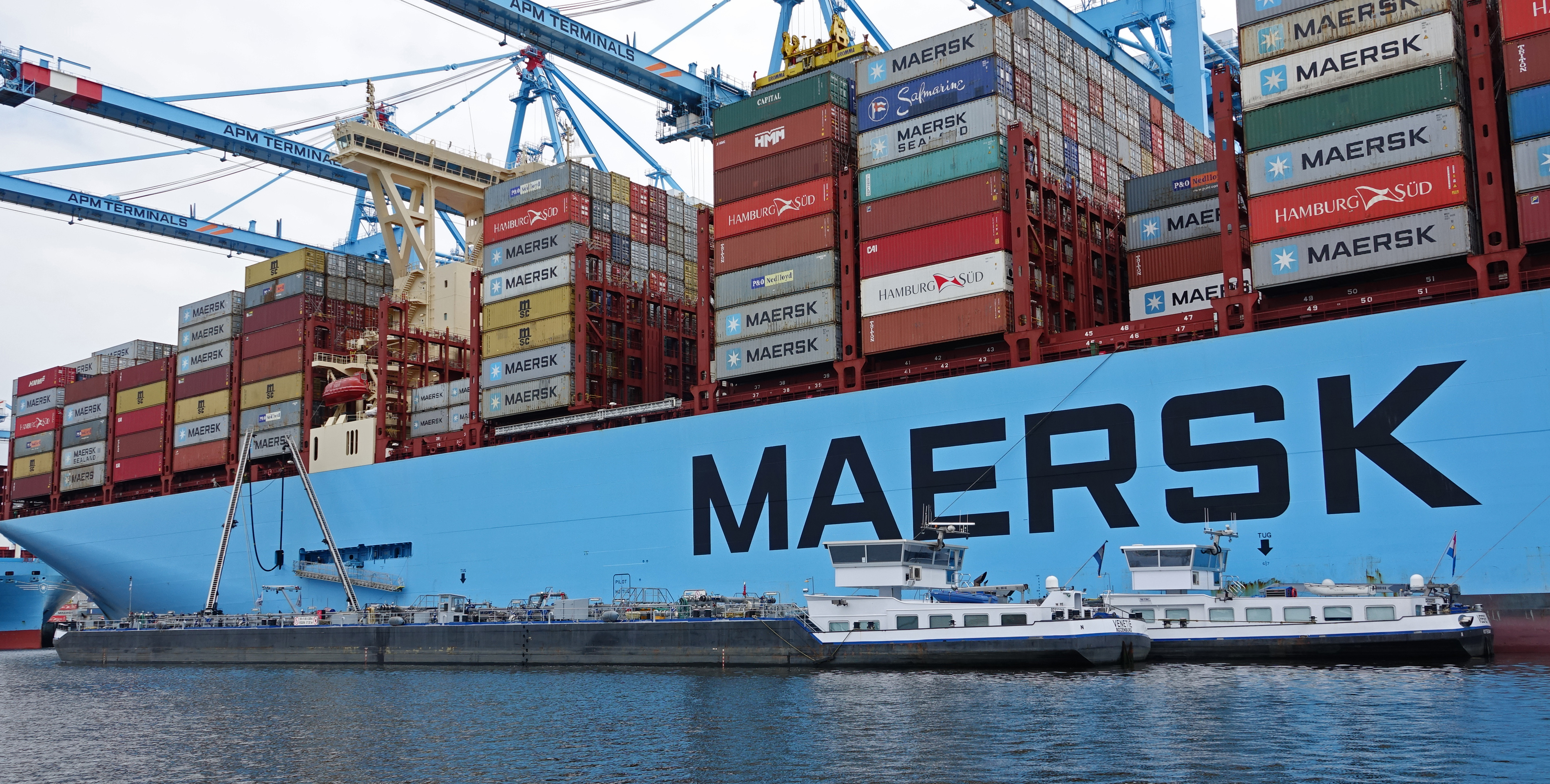
進行裝卸作業中的「莫斯科•馬士基」號貨櫃船（Moscow Mærsk），可見其船身印有公司的英文名字字樣以作標識

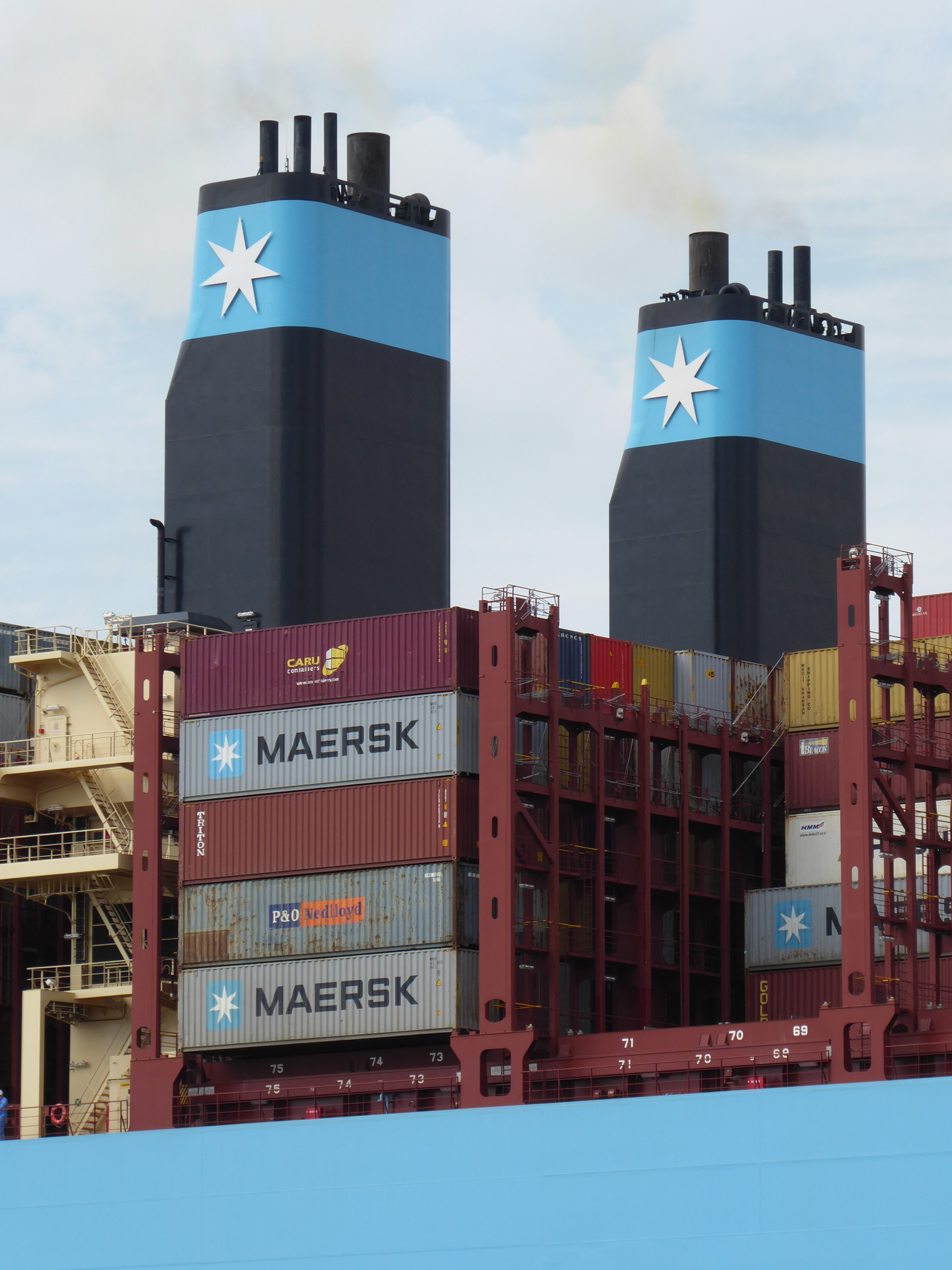
所有馬士基航運旗下的貨櫃船的煙囪會印有公司的標誌：一夥六角星

### 簡介
2006年，馬士基航運第一艘E級貨櫃船「艾瑪•馬士基」號（英語：Emma Mærsk）在丹麥歐登塞鋼造船廠交付，她的載櫃量超過14,000標箱，是繼超級油輪諾克·耐維斯號最長的商用船隻，亦是第一艘超大型貨櫃船，同時是馬士基集團旗下的歐登塞鋼船廠（英語：Odense Steel Shipyard）建造載櫃量最高，最大型的貨櫃船。
2011年，馬士基航運向韓國大宇造船（現為韓華海洋
）訂購20艘容量達18,000個標箱的貨櫃船，並稱她們為3E級貨櫃船。第一艘3E級貨櫃船在2013年6月14日交付，並以馬士基航運創始人之子的名字命名為「馬士基·麥金尼·穆勒」號（英語：Mærsk Mc-Kinney Møller）。2015年6月，馬士基再次以18億美元的總造價，向大宇造船訂造11+6艘增強型3E級貨櫃船。相較於在2011年訂造的第一代3E級貨櫃船，第二代的船體控制室被設計得更高，以獲取更多載貨空間，因此即使第二代3E級貨櫃船的尺寸與第一代相同，載櫃量仍較第一代高出約2,300個標箱。
截至2024年，馬士基航運旗下擁有超過700艘貨櫃船（結合漢堡南美和薩非航運的船隻），其總運力超過450萬個標箱。

#### 載櫃量提升
為提升船舶的載櫃量，馬士基航運在2012年起，安排部份超巴拿馬型貨櫃船、新巴拿馬型貨櫃船和超大型貨櫃船進行船體控制室及甲板上綁扎橋加高工程，改裝工程多數由中國船廠進行。

### 船隊列表
以下表格顯示了馬士基航運旗下的主力船隊以及她們的資料，但不包括購入的二手船隻和零碎訂單。

#### 支線型船隻（Feeder）
| 船級 | 造船廠 | 數量 | 建造期 | 載櫃量 （20呎標準貨櫃） | 總噸 | 狀態 | 備註 | 參考資料 |                  |                     |   |              |       |        |           |  |        |
| ---- | ------ | ---- | ------ | ----------------------- | ---- | ---- | ---- | -------- | ---------------- | ------------------- | - | ------------ | ----- | ------ | --------- |  | ------ |
| 船級 | 造船廠 | 數量 | 建造期 | 載櫃量 （20呎標準貨櫃） | 總噸 | 狀態 | 備註 | 參考資料 | 馬士基V 級貨櫃船 | 舟山 中遠 海運 重工 | 7 | 2015至2019年 | 3,596 | 34,882 | 全數 服役 |  | [ 12 ] |

#### 超巴拿馬型貨櫃船（Post-Panamax）
| 船級             | 造船廠         | 數量 | 建造期       | 載櫃量 （20呎標準貨櫃） | 總噸   | 狀態              | 備註 | 參考資料 |                  |                |   |              |       |        |                   |  |  |
| ---------------- | -------------- | ---- | ------------ | ----------------------- | ------ | ----------------- | ---- | -------- | ---------------- | -------------- | - | ------------ | ----- | ------ | ----------------- |  |  |
| 船級             | 造船廠         | 數量 | 建造期       | 載櫃量 （20呎標準貨櫃） | 總噸   | 狀態              | 備註 | 參考資料 | 馬士基R 級貨櫃船 | 歐登 塞鋼 船廠 | 6 | 1995至1997年 | 6,418 | 81,488 | 部分 不屬 於轄 下 |  |  |
| 馬士基S 級貨櫃船 | 歐登 塞鋼 船廠 | 11   | 1997至2000年 | 9,640                   | 91,560 | 部分 不屬 於轄 下 |      |          |                  |                |   |              |       |        |                   |  |  |
| 馬士基C 級貨櫃船 | 歐登 塞鋼 船廠 | 8    | 1999至2002年 | 9,640                   | 92,198 | 部分 不屬 於轄 下 |      |          |                  |                |   |              |       |        |                   |  |  |
| 馬士基A 級貨櫃船 | 歐登 塞鋼 船廠 | 6    | 2000至2004年 | 8,272                   | 93,496 | 部分 不屬 於轄 下 |      |          |                  |                |   |              |       |        |                   |  |  |

#### 新巴拿馬型貨櫃船（New-Panamax）
| 船級                   | 造船廠                   | 數量 | 建造期       | 載櫃量 （20呎標準貨櫃） | 總噸    | 狀態      | 備註     | 參考資料 |                  |                |   |              |        |        |           |  |  |
| ---------------------- | ------------------------ | ---- | ------------ | ----------------------- | ------- | --------- | -------- | -------- | ---------------- | -------------- | - | ------------ | ------ | ------ | --------- |  |  |
| 船級                   | 造船廠                   | 數量 | 建造期       | 載櫃量 （20呎標準貨櫃） | 總噸    | 狀態      | 備註     | 參考資料 | 馬士基G 級貨櫃船 | 歐登 塞鋼 船廠 | 6 | 2004至2006年 | 11,078 | 98,648 | 全數 服役 |  |  |
| 馬士基M 級貨櫃船       | 歐登 塞鋼 船廠           | 6    | 2007至2009年 | 11,008                  | 99,002  | 全數 服役 |          |          |                  |                |   |              |        |        |           |  |  |
| 馬士基愛 丁堡級貨 櫃船 | 現代 重工 現代 三湖 重工 | 13   | 2009至2011年 | 13,092                  | 141,716 | 全數 服役 | [ 註 2 ] | [ 13 ]   |                  |                |   |              |        |        |           |  |  |
| 馬士基H 級貨櫃船       | 現代 重工                | 11   | 2015至2019年 | 15,226                  | 153,744 | 全數 服役 |          | [ 14 ]   |                  |                |   |              |        |        |           |  |  |
| 馬士基A 級貨櫃船       | 現代 重工                | 18   | 2023至2025年 | 15,794                  | 172,093 | 全數 服役 |          | [ 15 ]   |                  |                |   |              |        |        |           |  |  |

#### 超大型貨櫃船（Very Large Container Ship）
| 船級 | 造船廠 | 數量 | 建造期 | 載櫃量 （20呎標準貨櫃） | 總噸 | 狀態 | 備註 | 參考資料 |                  |                |   |              |        |         |           |  |        |
| ---- | ------ | ---- | ------ | ----------------------- | ---- | ---- | ---- | -------- | ---------------- | -------------- | - | ------------ | ------ | ------- | --------- |  | ------ |
| 船級 | 造船廠 | 數量 | 建造期 | 載櫃量 （20呎標準貨櫃） | 總噸 | 狀態 | 備註 | 參考資料 | 馬士基E 級貨櫃船 | 歐登 塞鋼 船廠 | 8 | 2006至2008年 | 17,816 | 170,794 | 全數 服役 |  | [ 16 ] |

#### 極大型貨櫃船（Ultra Large Container Ship）
| 船級                        | 造船廠    | 數量 | 建造期       | 載櫃量 （20呎標準貨櫃） | 總噸    | 狀態      | 備註 | 參考資料 |                   |           |    |              |        |         |           |  |        |
| --------------------------- | --------- | ---- | ------------ | ----------------------- | ------- | --------- | ---- | -------- | ----------------- | --------- | -- | ------------ | ------ | ------- | --------- |  | ------ |
| 船級                        | 造船廠    | 數量 | 建造期       | 載櫃量 （20呎標準貨櫃） | 總噸    | 狀態      | 備註 | 參考資料 | 馬士基3E 級貨櫃船 | 大宇 造船 | 20 | 2011至2015年 | 18,270 | 194,849 | 全數 服役 |  | [ 17 ] |
| 馬士基3E 級貨櫃船 （第2代） | 大宇 造船 | 11   | 2015至2019年 | 20,568                  | 214,286 | 全數 服役 |      | [ 18 ]   |                   |           |    |              |        |         |           |  |        |

## 主要事故

### 馬士基阿拉巴馬號
2009年4月8日，「馬士基阿拉巴馬」號在印度洋距離索馬利亞埃爾東南約440公里處被海盜劫持。4月12日，在經過美國海軍的救援行動後，圍困結束。

### 孟買·馬士基號
2022年2月2日，「孟買·馬士基」號在德國不來梅港附近擱淺。初期嘗試使用兩艘多用途船和5艘拖船將船隻拖至更深的水域，但均以失敗告終。2月4日，在8艘拖船的幫助下，船隻重新浮起，靠泊不來梅港進行事故調查。

## 關連項目

### 母公司
- 馬士基

### 其他著名航運商
- 地中海航運公司
- 達飛海運集團
- 中國遠洋運輸集團
- 赫伯羅特股份公司
- 海洋網聯船務株式會社

## 外部連結
- （英文）官方網頁（页面存档备份，存于）